# Dénomination d'une personne en russe
Cet article donne différentes informations sur l'écriture des noms de personnes en russe ainsi que sur la façon de transcrire les noms entre le russe et d'autres langues.

## Prénoms

### Origine des prénoms russes
Les prénoms russes d'origine slave actuellement utilisés sont en nombre assez restreint. La christianisation du peuple russe par l'église byzantine a entraîné la disparition de la plupart d'entre eux au profit de prénoms grecs et, dans une moindre mesure, latins et hébraïques.
Prénoms d'origine grecque les plus courants
- Aleksandr (Александр)
- Alekseï (Алексей)
- Anastassia (Анастасия)
- Anatoli (Анатолий)
- Andreï (Андрей)
- Arkadi (Аркадий)
- Artiom (Артём)
- Basilovitch (Базилович)
- Denis (Денис)
- Dmitri (Дмитрий)
- Fiodor (Фёдор)
- Galina (Галина)
- Guennadi (Геннадий)
- Iekaterina (Екатерина)
- Ielena (Елена)
- Ievgueni (Евгений)
- Ievguenia (Евгения)
- Iouri (Юрий)
- Irina (Ирина)
- Ksénia (Ксения)
- Larissa (Лариса)
- Natalia (Наталия)
- Nikita (Никита)
- Nikolaï (Николай)
- Oksana (Оксана)
- Raïssa (Раиса)
- Sofia (София)
- Stepan (Степан)
- Vassili (Василий)
- Yuri (Юрий)
- Zinaïda (Зинаида)

Prénoms d'origine slave les plus courants
- Bogdan (Богдан)
- Boris (Борис)
- Lioubov (Любовь)
- Lioudmila (Людмила)
- Nadejda (Надежда)
- Svetlana (Светлана)
- Stanislav (Станислав)
- Vadim (Вадим)
- Véra (Вера)
- Viatcheslav (Вячеслав)
- Vladimir (Владимир)
- Vladislav (Владислав)

Le prénom Olga (Ольга) serait d'origine germanique (Helga).

### Les diminutifs en russe
L'emploi des diminutifs est très répandu en russe. En famille, entre amis ou entre collègues, il n'est pas courant de s'adresser à quelqu'un par son prénom. La plupart des prénoms russes ont un diminutif d'usage :
- Алексей Alekseï (Alexis) = Liocha (Лëша)
- Александр Aleksandr (Alexandre) = Sacha (Саша), Choura (Шура)
- Анатолий Anatoliï (Anatole) = Tolia (Толя)
- Борис Boris (Boris) = Borya (Боря)
- Дмитрий Dmitriï = Dima (Дима) ou Mitia (Митя)
- Георгий Gueorguiï (Georges) = Jora (Жора)
- Ярослав Iaroslav = Slava (Слава)
- Евгений Ievgueniï (Eugène) = Jenia (Женя)
- Константин Konstantine = Kostia (Костя)
- Михаил Mikhaïl (Michel) = Micha (Миша)
- Николай Nikolaï (Nicolas) = Kolya (Коля), Nikita (Никита)
- Павел Pavel (Paul) = Pacha (Паша)
- Станислав Stanislav (Stanislas) = Stas (Стас)
- Тимофей Timofeï (Timothée) = Tima (Тима)
- Василий Vassiliï (Basile) = Vassia (Вася)
- Владимир Vladimir = Volodia (Володя) ou Vova (Вова)

- Анастасия Anastassia (Anastasie) = Nastia (Настя).
- Анна Anna (Anne) = Ania (Аня)
- Дарья Daria = Dacha (Даша)
- Екатерина Iekaterina (Catherine) = Katia (Катя)
- Елена Ielena (Hélène) = Lena (Лена)
- Ирина Irina (Irène) = Ira (Ирa)
- Ксения Ksenia = Xioucha (Ксюша) (t. fam.)
- Любовь Lioubov (Aimée) = Liouba (Любa)
- Людмила Lioudmila (Ludmilla) = Liouda (Люда)
- Мария Maria (Marie) = Macha (Маша)
- Надежда Nadejda (Espérance ; Nadège) = Nadia (Надя)
- Наталия Natalia (Nathalie) = Natacha (Наташа)
- София Sophia (Sophie) = Sonia (Соня)
- Светлана Svetlana = Sveta (Света)
- Татьяна Tatiana = Tania (Таня)
- Зинаида Zinaïda (Zénaïde) = Zina (Зина)

### Morpho-syntaxe des prénoms
En russe, les prénoms se déclinent comme des substantifs, c'est-à-dire que leur terminaison se modifie suivant la fonction qu'ils exercent dans la phrase (sujet, COD, COI, etc.)
Les prénoms féminins se terminent tous par la lettre « -а », « я » (« -ia ») ou par le signe orthographique non prononcé « -ь » et se déclinent de la même manière que les substantifs féminins de même terminaison. Les noms féminins étrangers ne se déclinent que s'ils se terminent par le son a. Dans les autres cas, un prénom féminin étranger (comme le prénom français Catherine) ne se décline pas.

## Patronymes
En Russie et dans la plupart des autres pays de l'ex-URSS, le patronyme (отчество, mot dérivé de отец qui signifie père), dérivé du prénom du père, figure obligatoirement, en plus du prénom et du nom de famille, sur les actes de naissance et les pièces d'identité. Il est placé entre le prénom et le nom de famille.
Les mots « monsieur » et « madame » étant pratiquement inusités en russe, il est d'usage, pour exprimer le respect, de s'adresser à son interlocuteur en employant son prénom et son patronyme (mais pas son nom de famille).
Ainsi, pour s'adresser à Vladimir Poutine, on ne dira pas : « Monsieur Poutine » mais « Vladimir Vladimirovitch » (Vladimirovitch étant son patronyme).
Pour les hommes, le patronyme se forme du prénom du père auquel est ajouté le suffixe ovitch (ович) ou evitch (евич), ou parfois itch (ич).
- Fiodor Dostoïevski dont le père se nommait Mikhaïl (Михаил) a pour nom complet : Fiodor Mikhaïlovitch Dostoïevski (Фёдор Михайлович Достоевский).
- Alexandre Pouchkine dont le père s'appelait Sergueï (Сергей) а pour nom complet : Alexandre Sergueïevitch Pouchkine (Александр Сергеевич Пушкин).
- Lénine (son vrai nom était Vladimir Oulianov) dont le père s'appelait Ilia (Илья) а pour nom complet : Vladimir Ilitch Oulianov (Lénine) (Владимир Ильич Ульянов (Ленин)).

Pour les femmes, le patronyme est formé du prénom du père auquel est ajouté le suffixe ovna (овна), ou evna (евна).
- Marina Alekseïeva dont le père se nomme Anatole (Анатолий) a pour nom complet : Marina Anatolievna Alekseïeva (Марина Анатольевна Алексеева).
- Nina Gorlanova (nom du père : Viktor) se nomme quant à elle : Nina Viktorovna Gorlanova (Нина Викторовна Горланова).
- Nadejda Allilouïeva dont le père se nomme Sergueï (Сергей) a pour nom complet : Nadejda Sergueïevna Allilouïeva (Надежда Сергеевна Аллилуева).

Certains noms russes tels qu'Ivanov ou Petrov ont une origine patronymique mais ne sont pas des patronymes. Ils sont des noms de famille qui, comme dans les langues scandinaves, se sont formés à partir de patronymes. Il est ainsi possible pour un Russe de s'appeler Ivan Ivanovitch Ivanov, Ivan étant le prénom, Ivanovitch le patronyme (fils d'Ivan) et Ivanov le nom de famille (formé dans le passé d'après un patronyme).
Sans que cette possibilité soit reconnue par la loi, l'usage du matronyme apparaît ponctuellement dans le cas, par exemple, où la mère élève seule l'enfant, et le père ne l'a pas reconnu. Les règles de formation du matronyme sont celles ci-dessus (ex. : Ielizaveta Marievna Tchernobrovkina [Елизавета Марьевна Чернобровкина], si la mère se nomme Maria [Мария]).

## Noms de famille

### Morphologie des noms de famille
Les noms de famille obéissent, tout comme le reste du vocabulaire russe, aux déclinaisons grammaticales. En conséquence, les noms possèdent une forme masculine et une forme féminine. Ainsi, l'épouse (ou la fille) de Vladimir Poutine se nomme-t-elle Poutina.
- Les noms se terminant en -ov / -ev (-ов/ев), comme Ivanov, ont pour terminaison au féminin -ova/-eva (-ова/ева) : Ivanova.
- Les noms se terminant en -ine (-ин), comme Poutine ou Bakounine, ont pour terminaison au féminin -ina (-ина) : Poutina ou Bakounina.
- Les noms se terminant en -ski (-ский), comme Dostoïevski, ont pour terminaison au féminin -skaïa (-ская) : Dostoïevskaïa.
- Les noms se terminant au masculin par -oy, y(ï), i(ï) (-ой, -ый, -ий) se déclinent comme des adjectifs ; leurs féminins sont respectivement en -aïa, -aïa et -ïaïa (-ая, -ая, -яя) : par exemple Goriely → Gorielaïa.
- Les noms en -itch (-ич) restent semblables au féminin. Ils ne se déclinent pas au féminin.
- Les autres noms de famille n'ont pas de forme particulière au féminin.

La noblesse russe n'utilisa la particule nobiliaire que de façon marginale, sous l'influence de l'Occident et plus particulièrement de la France du XVIIe siècle.

### Noms révolutionnaires
Au début de la révolution russe, en tentant de se débarrasser de la culture bourgeoise, il y eut une tendance pour la création de nouveaux noms « révolutionnaires ». Ainsi, plusieurs Soviétiques ont été nommés : Ninel (Lénine Ленин à l'envers), Vil, Vilen(a), Vladlen(a), Vladilen(a) pour Vladimir Ilitch Lénine, Vilor (Владимир Ильич Ленин - организатор революции - Vladimir Ilitch Lénine est l'organisateur de la révolution). Quelques-uns de ces noms ont survécu au XXIe siècle.
Au sujet de cette tendance, certains livres mentionnent des noms plutôt curieux, tels Dazdrapetrak (Да здравствует первый трактор ! Longue vie au premier Tracteur !).
Plusieurs Russes ont été nommés Kim (Ким), non pas parce qu'ils sont d'origine coréenne, mais[pertinence contestée] parce que Kim est l'acronyme de Коммунистический Интернационал Молодёжи, soit les Jeunesses communistes internationales.
- Dazdraperma - Longue vie au Premier mai
  - Даздраперма - Да здравствует первое мая
- Dazdrapertrak - Longue vie au premier Tracteur
  - Даздрапертрак - Да здравствует первый трактор
- Dalis - Longue vie à Lénine et Staline
  - Далис - Да здравствуют Ленин и Сталин
- Delej - L'œuvre de Lénine vit
  - Дележ - Дело Ленина живет
- Kim - Jeunesses communistes internationales
  - Ким - Коммунистический интернационал молодежи
- Krarmia - Armée rouge
  - Крармия - Красная армия
- Marlena - Marx, Lénine
  - Марлена - Маркс, Ленин
- Mels - Marx, Engels, Lénine, Staline
  - Мэлс - Маркс, Энгельс, Ленин, Сталин
- Revmir(a) - Révolution mondiale
  - Ревмир(а) - Революция Мировая

La même attitude a aussi poussé de nombreuses familles russes à adopter des prénoms « révolutionnaires », faisant notamment référence à la Révolution française ou à des figures du socialisme international.

## Russification des noms non russes
Afin de standardiser les noms au sein de l'Empire russe et plus tard au sein de l'Union soviétique, selon un schéma traditionnel russe (Prénom + Nom patronymique + Nom de famille), une pratique largement répandue dans le Caucase et en Asie centrale consista à attribuer les noms de famille selon le nom du père (en y ajoutant les -ov et les -ev), ainsi qu'un patronyme, ceci dans le but de faciliter, par la transmission du nom, le contrôle sur les populations et leur intégration. L'origine ethnique demeure très reconnaissable malgré la russification des noms. Exemples de noms de famille ouzbeks courants : Moukhamedov, Abdoullaïev, Aliev. L'origine musulmane est évidente : Mohamed, Abdoulla, Ali.
Exemple de russification : Emidof ou Emidov est un nom d’origine russe formé d’après le patronyme Emid, altération par influence de l’arabe Hamid « qui loue dieu » et of-ov « de ».
Le nom Emidof /-ov apparait très probablement avec l'expansion de l'Islam au Sud de la Russie, il y a 1 300 ans. Les peuples (Khazars et Lezghiens) convertis à l’islam, durent prendre des noms à forte connotation arabe.

## Transcription des noms étrangers
La transcription en russe des noms étrangers tente de respecter leur prononciation sans se soucier de leur orthographe originale : les lettres muettes ne sont pas restituées. Cette démarche s'étend jusqu'aux langues utilisant, comme le russe, l'alphabet cyrillique : les noms propres serbes, bulgares ou ukrainiens sont réorthographiés en russe afin de restituer au mieux leur prononciation d'origine.
EX : Джо́рдж Уо́кер Бу́ш = George W. Bush
EX : Уи́льям Шекспи́р = William Shakespeare
Ne sont guère traduits que les noms de souverains d'Ancien régime dont l'équivalent russe est connu :
EX : Карл Великий (Karl le Grand) = Charlemagne
EX : Вильгельм I Завоеватель (Wilhelm I le Conquérant) = Guillaume le Conquérant
EX : Людовик XIV (Ludovic XIV) = Louis XIV
mais : Филипп VI Франции ou Филипп VI де Валуа = Philippe VI de Valois